# 후평초등학교
후평초등학교는 대한민국 강원특별자치도 춘천시 후평1동에 있는 초등학교다.

## 학교 연혁
- 1978.05.08 학교 설립인가
- 1980.10.02 후평국민학교로 개교
- 1996.03.01 후평초등학교로 명칭 변경
- 2014.02.14 제33회 졸업식(8075명 졸업)
- 2014.09.01 제15대 이용선 교장 부임
- 2019.1.17 제 38회 졸업식